# Astronave alla conquista
Astronave alla conquista (Time for the Stars) è un romanzo per ragazzi di fantascienza del 1956 dello scrittore statunitense Robert A. Heinlein. 
L'idea di base deriva da un esperimento concettuale del 1911 nella relatività speciale, comunemente noto come paradosso dei gemelli, proposto dal fisico francese Paul Langevin.

## Storia editoriale
Scritto nel novembre 1955 è stato pubblicato nel 1956 da Scribner's, nella serie di romanzi per ragazzi. Un'altra fonte indica il 1957 come anno di prima pubblicazione mentre l'edizione italiana riporta 1954 come anno del copyright dell'autore.
La traduzione italiana di Michele Lo Buono è stata pubblicata dalla Casa Editrice La Sorgente nel 1959 e poi di nuovo nel 1978 questa volta intitolata I sopravvissuti dello spazio.
Una traduzione in francese è apparsa nel 1974 con il titolo L'Âge des étoiles

## Trama
La LRF (Long Range Foundation), una organizzazione no-profit che finanzia costosi progetti a lungo termine per il bene dell'umanità, ha costruito dodici navi torcia esplorative per la ricerca di pianeti abitabili da colonizzare.
Le navi possono accelerare continuamente ma non superano la velocità della luce, così i viaggi dureranno molti anni.
Ogni nave ha un equipaggio molto più numeroso del necessario per consentire l'esistenza, a bordo, di una società stabile a lungo termine e per garantire la sostituzione degli eventuali morti.
Si è constatato che alcuni gemelli e trigemini possono comunicare tra loro telepaticamente, il processo sembra essere istantaneo e non influenzato dalla distanza, il che lo rende l'unico mezzo pratico di comunicazione con le navi che viaggiano ad anni luce di distanza dalla Terra.
Prima di rendere pubblica la scoperta, la LRF recluta il maggior numero possibile di queste persone per il suo progetto di esplorazione.
I test dimostrano che gli adolescenti Tom e Pat Bartlett hanno questa capacità ed essi sono assunti dalla LRF; Pat, il gemello dominante, manipola le cose in modo da essere selezionato come membro dell'equipaggio, con grande disappunto di Tom destinato a restare a casa, tuttavia, Pat in realtà non vuole partire, e il suo subconscio architetta un comodo incidente in modo che Tom debba prendere il suo posto all'ultimo minuto.
A bordo, Tom scopre con piacere che lo zio Steve, un militare, ha fatto in modo di essere assegnato alla stessa nave.
La nave visita diversi sistemi stellari, il viaggio è pieno di problemi sia banali come un compagno di stanza fastidioso sia gravi come un'epidemia che uccide 32 membri dell'equipaggio.
A causa della natura relativistica del viaggio Tom e Pat vivono il paradosso dei gemelli: Pat, rimasto a casa, invecchia più rapidamente e alla fine l'affinità tra i due si indebolisce al punto che non possono più comunicare facilmente.
Alcuni dei gemelli in viaggio nello spazio, tra i quali il protagonista, sono in grado di connettersi con i discendenti dei gemelli rimasti sulla Terra.
Tom lavora prima con sua nipote, poi con la sua pronipote e infine con la pro-pronipote.
L'ultimo pianeta esplorato si rivela particolarmente pericoloso: inaspettatamente, indigeni intelligenti e ostili attaccano e uccidono una gran parte di quel che resta dell'equipaggio, compreso il capitano e lo zio Steve.
Il capitano in seconda assume il comando, ma non è in grado di risollevare il morale dei sopravvissuti, devastati dall'accaduto; quando insiste nel continuare la missione invece che tornare sulla Terra, i membri dell'equipaggio cominciano a prendere in considerazione l'ammutinamento.
Poco dopo aver informato la Terra della loro terribile situazione, sono sorpresi di sentire che una navicella spaziale si incontrerà con loro entro un mese e suppongono che deve trattarsi di un nuovo e più avanzato tipo di astronave.
Gli scienziati della Terra hanno scoperto come viaggiare a velocità superluminale, in parte attraverso le ricerche sulla natura della telepatia e stanno raccogliendo gli equipaggi superstiti delle navi torcia.
Gli esploratori tornano a una Terra che non riconoscono più e nella maggior parte dei casi, non più adatta a loro.
Tom, però, decide di sposare la sua ultima partner telepatica, la sua pro-pronipote che ha letto la sua mente fin dall'infanzia e di tornare con lei nello spazio.

## Critica
Secondo il critico Floyd C. Gale di Galaxy si tratta di un romanzo avvincente, con colpi di scena sorprendenti e deliziose caratterizzazioni.
Secondo Alexei Panshin la crescente comprensione da parte di Tom della vera natura del rapporto con il suo gemello è il cuore della storia, nella quale ci sono molte belle idee, la parte finale invece è un susseguirsi precipitoso di eventi.

### Edizioni
- Robert A. Heinlein, I sopravvissuti dello spazio, collana La Sorgente, traduzione di Michele Lo Buono, III, n. 5, Casa Editrice La Sorgente, 1978.

### Fonti critiche
- (EN) James Daniel Gifford, The New Heinlein Opus List, in Robert A. Heinlein: A Reader's Companion (PDF), Nitrosyncretic Press, 2000, ISBN 978-0-9679874-1-5. URL consultato il 12 ottobre 2015.

- (EN) Alexei Panshin, III. THE PERIOD OF SUCCESS - 11. 1956, in Heinlein in dimension, Chicago, Advent:Publishers Inc, aprile 1968. URL consultato il 30 dicembre 2015.